# André Eisermann
André Eisermann (* 28. Oktober 1967 in Worms) ist ein deutscher Theater- und Filmschauspieler.

## Biografie
Eisermann, der als Sohn eines Schausteller-Ehepaars zur Welt kam, half in seiner Jugend seinen Eltern auf dem Rummelplatz beim Betrieb der eigenen Büchsenwurfbude und hatte daher keinen festen Wohnsitz. Bereits sein Urgroßvater war auf dem Rummel tätig als „der stärkste Mann der Welt“, seine Großmutter war eine Schlangenfrau. 1999 widmete er dem Schaustellergewerbe die Revue „Hommage an das Fahrende Volk“.
1988 begann er eine vierjährige Schauspielausbildung an der Münchner Otto-Falckenberg-Schule, die er 1992 beendete. Danach spielte er am Bayerischen Staatsschauspiel und an den Münchner Kammerspielen, bevor ihn Regisseur Axel Corti nach Wien ans Theater in der Josefstadt für Bruckners Die Rassen holte.
Sein Leinwanddebüt gab Eisermann 1991 in Peter Timms Ost-West-Komödie Go, Trabi, Go, gefolgt von Durst. 1993 folgte schließlich die Rolle des Kaspar Hauser in dem gleichnamigen Film von Peter Sehr. Der Film war international erfolgreich und Eisermann erhielt dafür positive Kritiken, Preise und Auszeichnungen, darunter den Darstellerpreis auf dem Filmfest von Locarno, den Bayerischen Filmpreis und den Deutschen Filmpreis. Als Vorbereitung für die Rolle des Kaspar Hauser las er 30 Bücher über ihn und verzichtete auf Alkohol, Nikotin und Fleisch. Als Vorarbeit zu Joseph Vilsmaiers Verfilmung von Robert Schneiders Roman Schlafes Bruder bereitete er sich ebenfalls intensiv vor. Für die Rolle der Romanfigur, eines Musikers, der an unerfüllter Liebe zugrunde geht, erlernte er das Orgelspiel und nahm zehn Kilogramm ab. Schlafes Bruder erhielt mehrere Auszeichnungen und wurde für den Golden Globe nominiert.
Der nächste Film Hawaiian Gardens, der in den USA und im Bayerischen Wald gedreht wurde, war wenig erfolgreich und wurde später in Dog Shit umbenannt. 2000 spielte Eisermann in dem Musical F@lco – A Cyber Show von Jehoschua Sobol im Wiener Ronacher den österreichischen Popstar Falco (Regie: Paulus Manker). Seit 2002 ist Eisermann außerdem bei den Nibelungenfestspielen, deren Mitinitiator er ist, in seiner Heimatstadt Worms auf der Bühne. 2005 spielte Eisermann als Gastdarsteller im Musical Ludwig² im Füssener Festspielhaus die Rolle des Prinzen Otto, des Bruders des Königs Ludwig II. 2011 übernahm er im gleichnamigen Kinospielfilm Ludwig II. die Rolle Karl Hesselschwerdt für Warner Bros. Pictures (Regie: Peter Sehr).
2014 verkörperte er für die Serie Der Staatsanwalt den Pensionswirt Stefan Brückner (Regie: Martin Kinkel). 2015 startete er seine Deutschland-Tour Goethe. Werther. Eisermann mit der Reloaded-Tour. Des Weiteren spielte er Zettel in Sommernachts-Träumereien bei den 65. Bad Hersfelder Festspielen (Regie: Joern Hinkel, Intendant: Dieter Wedel).
In einem Interview mit der B.Z. am 28. Februar 2015 äußerte sich Eisermann zu seinem Privatleben, insbesondere zu seiner homosexuellen Ausrichtung. Im August 2022 heiratete er seinen Lebensgefährten Manuel. Während der Hochzeitsfeier sorgte die Schlagersängerin Marianne Rosenberg für den musikalischen Rahmen und sang für das gleichgeschlechtliche Ehepaar ihren Hit Er gehört zu mir.
Eisermann kam mit vier fehlenden Fingerkuppen zur Welt, jeweils am Zeigefinger und am kleinen Finger seiner beiden Hände.

## Filmografie (Auswahl)
- 1991: Go, Trabi, Go
- 1993: Kaspar Hauser
- 1993: Durst
- 1995: Schlafes Bruder
- 1996: Quasimodo in Der Glöckner von Notre Dame (1996) (Nur Sprache; Gesang: Hendrik Bruch)
- 1997: Das Schloss
- 2001: Dog Shit
- 2002: Quasimodo in Der Glöckner von Notre Dame 2 (Nur Sprache; Gesang: Hendrik Bruch)
- 2002: Die Nibelungen
- 2003: Yu
- 2006: Papa und Mama (TV 2 Teiler)
- 2006: Das Kreuz mit der Schrift – Lesezeichen
- 2009: Tatort: Gesang der toten Dinge
- 2010: SOKO München – Masken
- 2011: Gegengerade – Niemand siegt am Millerntor (auch: Gegengerade – 20359 St. Pauli)
- 2012: Ludwig II.
- 2015: Der Staatsanwalt – Im falschen Leben
- 2016: SOKO Wismar – Ich liebe einen Mörder
- 2017: Rosamunde Pilcher – Das Gespenst von Cassley
- 2017: Notruf Hafenkante – Mörder meiner Tochter
- 2017: Ein Fall für zwei – Mord am Bau
- 2018: Chaos-Queens – Lügen, die von Herzen kommen
- 2019: SOKO Stuttgart: Vermächtnis
- 2020: Heldt – Club der Detektive
- 2020: Isi & Ossi (Netflix)
- 2023: Bonn – Alte Freunde, neue Feinde
- 2023: Tatort: Gold
- 2024: Ein Mann seiner Klasse (Fernsehfilm)
- 2024: Tatort: Siebte Etage

## Theater (Auswahl)
- 2005: Musical Ludwig² im Festspielhaus Füssen als Prinz Otto
- 2016: Bad Hersfelder Festspiele – Hexenjagd (Inszenierung: Dieter Wedel)[9]

## Bücher/Hörbücher
- 1. Reihe Mitte. Ein Schaustellerleben (Autor)
- Die Dichtung vom Haschisch (Sprecher)
- Das Sternschnuppenmädchen Katinka (Sprecher)
- Die Leiden des jungen Werthers, Johann Wolfgang von Goethe (Sprecher)
- André Eisermann liest Ludwig II. (Sprecher)

## Dokumentarfilm
- Ein Leben für die Bühne – André Eisermann. Dokumentarfilm, 2024, 45 Min. Regie: Christoph Würzburger. Redaktion: Thomas Niemietz und Benjamin Cors. Mit Kommentaren von Marianne Rosenberg, Jakob Vinje, Peter Sehr, Frances Schoenberger, Michael Kissel und Ehemann Manuel Eisermann. Eine Produktion von SWR Fernsehen